# Kyselina tridecylová
Kyselina tridecylová[zdroj?] (systematický název kyselina tridekanová) je v přírodě se vyskytující nasycená mastná kyselina se vzorcem CH3(CH2)11COOH. Často se vyskytuje v mléčných výrobcích.